# Lișciînți, Pohrebîșce
Lișciînți (în ucraineană Ліщинці) este un sat în comuna Starostînți din raionul Pohrebîșce, regiunea Vinnița, Ucraina.

## Demografie
Componența lingvistică a localității Lișciînți
     Ucraineană (98,38%)
     Rusă (1,16%)
     Alte limbi (0,23%)
Conform recensământului din 2001, majoritatea populației localității Lișciînți era vorbitoare de ucraineană (98,38%), existând în minoritate și vorbitori de rusă (1,16%).